# Силвес
Силвес (порт. Silves) је познати град у Португалији, смештен у њеном јужном делу. Град је у саставу округа Фаро, где чини једну од општина.
Силвес је један од 8 најстаријих градова у Португалији. Град је и историјско средиште најјужније области копнене Португалије, Алгарвеа.

## Географија
Град Силвес се налази у јужном делу Португалије. Од главног града Лисабона град је удаљен 270 километара јужно, а од Портоа град 550 километара јужно.
Рељеф: Силвес се развио у подручју Алгарве, најјужнијем делу копнене Португалије. Град се образовао у залеђу мора, на узвишењу, са којег се лако надгледа приобална равница. Надморска висина града је око 25 m, али се дато узвишење са саборном црквом и утврђењем издиже до 45 m.
Клима: Клима у Силвесу је изразита средоземна, са веома мало падавина.
Воде: Силвес се налази на реци Араде, на пар километара од њеног утока у Атлантски океан, који се налази 12 километара јужно од града.

## Историја
Подручје Силвеса насељено још у време праисторије. После тога град је имао тешко раздобље раног средњег века, када се сменило више владара. 1027. г. у граду се образовало маварско војводство, које је следећих 200 година столовало из Силвеса. Град је коначно дошао поново у хришћанске руке, а као важно средиште град је одмах насеље је одмах имало градски статус. Од 15. века, са јачањем трговине преко Атлантика, град постепено губи значај у односу на приморске градове, а посебно на Фаро. Град ускоро пада у стагнацију, из које се ни данас није извукао.

## Становништво
По последњих проценама из 2008. г. општина Силвес има око 36 хиљада становника, од чега око 11 хиљада живи на градском подручју. 
Последњих година број становника у граду лагано расте.

## Галерија
- Поглед на Силвес
- Остаци маварског дворца
- Саборна црква у Силвесу
- Улица старог дела Силвеса